# Теракт у Кветті (2016)
Теракт у Кветті — теракт, що стався 8 серпня 2016 року, коли терористи напали на урядовий госпіталь в Кветті у Пакистані. Було вбиті 70 і поранено понад 130 осіб. Загиблими були в основному захисники (адвокати), які зібралися в лікарні, де перебувало тіло адвоката Білала Анвара Касі, президента Асоціації адвокатів Белуджистану, який був застрелений напередодні невідомим бандитом.
Відповідальність за напад взяли різні Ісламістські групи, такі як Джамаат-уль-Ахрар і Ісламська держава. Загалом від 70 до 94 людей були вбиті і понад 120 отримали поранення.